# Kymen Sanomat
Kymen Sanomat är en finländsk sjudagarstidning som utkommer i Kotka.
Tidningen grundades 1916 under namnet Maaseutu och antog sitt nuvarande namn 1955. Den övertogs 1992 av den nybildade Sanoma Lehtimedia Oy-koncernen, som är ett dotterbolag till Sanoma Abp. Upplagan uppgick 2009 till omkring 24 220 exemplar.